# モニカ・ラム
モニカ・ラム（英: Monica Sin-Ling Lam、林倩玲）はアメリカの計算機科学者。スタンフォード大学コンピュータサイエンス学部教授。
研究領域は幅広く、コンパイラ、プログラム解析、オペレーティングシステム、コンピュータセキュリティ、コンピュータアーキテクチャ、高性能計算、自然言語処理などに関する研究がある。

## 経歴
1980年ブリティッシュコロンビア大学卒業ののち，1987年カーネギーメロン大学にて博士号を取得。1988年スタンフォード大学助教授。2000年より現職。
SUIF（Stanford University Intermediate Format）コンパイラグループの座長を務めたことで知られる。SUIFコンパイラグループではコンパイラだけでなく、プログラム解析やオペレーティングシステムなどの研究も行われた。また、彼女が開発した数多くのコンパイル技法は実用へと至った。近年は自然言語処理やプライバシ保護を重視したバーチャルアシスタントの研究に取り組んでおり、スタンフォード大学に設けられたOpen Virtual Labの部門長を務めている。
研究以外ではいくつかの企業を立ち上げたことで知られる。1998年にはコンフィギュラブルプロセッサを開発するTensilica社を、2005年にはクライアント仮想化ツールを開発するMokaFive社を創業。その後、MobiSocial社を共同で立ち上げ、オープンで非集権的なチャットツールOmletやモバイルゲームの配信サービスであるOmlet Arcadeなどをリリースした。

## 受賞と栄誉
- NSF Young Investigator（1992）[13]
- ACM（2007）フェロー[14]
- 全米技術アカデミー会員（2019）[15]

## 著作
- アルフレッド・エイホ、R. Sethi、ジェフリー・ウルマンとの共著, Compilers: Principles, Techniques, and Tools. Addison-Wesley, Reading MA 1986. ISBN 0-321-48681-1
  - 原田賢一 訳、コンパイラ—原理・技法・ツール<2>、サイエンス社、1990年。ISBN 4781905862